# Syringodea
Syringodea é um género botânico pertencente à família Iridaceae.